# 井上緑
井上 緑（いのうえ りょく、1993年8月26日 - ）は、日本のシンガーソングライター。茨城県日立市出身。所属レーベルはnanoha project。

## 来歴
もともと、カラオケを歌うことはあったが、音楽はそれほど好きではなかったという。18歳の頃、高校の文化祭で友人のバンドに加入したことがきっかけで音楽を制作するようになる。高校卒業後は再びバンドを組む気になれず、シンガーソングライターとして本格的に活動を始める。SNSを用いて支持を拡大させ、2015年3月にはTwitterでオリジナル曲「バカップル死ね」の弾き語り動画を投稿。5月に自身初となるワンマンライブを開催し、1stアルバム『弱さ。』をリリース。また7月にリリースした8店舗限定の400枚限定シングル『スーパームーン』は予約の段階で完売した。その後、10月に全国流通盤2ndアルバム『すべては現在にある』をリリースした。
2017年には5曲入りミニアルバム『いばしょ。』のリリースに先駆けて、自主企画ライブの「音楽は常に個々にある」を3か月連続で開催した。2018年4月に2ndミニアルバム『たからもの』をリリース。
2019年1月に、Road to Zeppプログラム（CAMPFIRE）によるクラウドファンディングで目標金額を達成し、ZeppDiverCity Tokyoにて弾き語りワンマンライブを開催した。4月にはCD＋LIVE映像『捻くれモノは今日もユク』を、2020年4月には『サボテンの育て方EP』をリリースした。2021年6月に全13曲入りフルアルバム『風を切るように』をリリースし、8月にワンマンライブを開催した。12月にミニアルバム『ノンフィクション』をリリース。

## ディスコグラフィ
シングル
- スーパームーン（2016年7月）

アルバム
- 弱さ。（2015年6月）
- すべては現在にある（2016年10月）
井上にとって初となる全国流通盤。
- 風を切るように（2021年6月16日）

ミニ・アルバム
- いばしょ（2017年3月5日）
- たからもの（2018年4月4日）
- ノンフィクション（2021年12月4日）

自主制作盤
- サボテンの育て方（2020年4月19日）